# 25ª edizione dei Directors Guild of America Award
La 25ª edizione dei Directors Guild of America Award si è tenuta nel corso del 1973 e ha premiato il migliore regista cinematografico e i migliori registi televisivi del 1972.

## Cinema
- Francis Ford Coppola – Il padrino (The Godfather)
- John Boorman – Un tranquillo weekend di paura (Deliverance)
- Bob Fosse – Cabaret
- George Roy Hill – Mattatoio 5 (Slaughterhouse-Five)
- Martin Ritt – Sounder

## Televisione

### Serie drammatiche
- Robert Butler – Una famiglia americana (The Waltons) per l'episodio Dust Bowl Cousins
- Marc Daniels – Marcus Welby (Marcus Welby, M.D.) per l'episodio Love Is When They Say They Need You
- Charles Dubin – Hawaii Squadra Cinque Zero (Hawaii Five-O) per gli episodi V per Vashon: il figlio ("V" for Vashon: The Son), V per Vashon: il padre ("V" for Vashon: The Father) e V per Vashon: il patriarca ("V" for Vashon: The Patriarch)

### Serie commedia
- Gene Reynolds – M*A*S*H per l'episodio pilota (Pilot)
- Charles Hobin – Maude per gli episodi Maude's Dilemma: Part 1 e Maude's Dilemma: Part 2
- John Rich e Robert La Hendro – Arcibaldo (All in the Family) per l'episodio I Bunkers e gli Swingers (The Bunkers and the Swingers)

### Miniserie e film tv
- Lamont Johnson – That Certain Summer
- Paul Bogart – The House Without a Christmas Tree
- Tom Gries – Truman Capote: la corruzione il vizio e la violenza (The Glass House)

### Trasmissioni musicali e d'intrattenimento
- Bob Fosse – Liza with a Z
- Bill Davis – The Julie Andrews Hour
- Art Fisher – The Sonny & Cher Comedy Hour

### Documentari e news
- Aram Boyajian – The American Indian: This Land Was His Land
- Arthur Bloom – 60 Minutes
- Julian Krainin – Oceans: The Silent Crisis

### Migliore regista televisivo dell'anno
- Lamont Johnson

## Premi speciali

### Premio D.W. Griffith
- David Lean
- William A. Wellman

### Premio per il membro onorario
- David Lean